# Nørrebrokredsen
Nørrebrokredsen er fra 2007 en opstillingskreds i Københavns Storkreds. I 1920-2006 fandtes der en væsentligt mindre opstillingskreds med samme navn i Østre Storkreds.
Den 8. februar 2005 var der 19.383 stemmeberettigede vælgere i den tidligere kreds.
Den 13. november 2007 var der 50.012 stemmeberettigede vælgere i den nuværende kreds.
Kredsen rummede før 2006 flg. kommuner og valgsteder[kilde mangler]:
1. Københavns Kommune
  1. 11. Nord (Rådmandsgades Skole)
  2. 11. Nørrebro (Stevnsgades Skole)
  3. 11. Syd (Festsalen i De gamles By)

Kredsen rummer fra 2007 flg. kommuner og valgsteder[kilde mangler]:
1. Københavns Kommune
  1. 5. Nørrebro (Guldberg Skole, 9466 stemmeberettigede)
  2. 5. Nord (Rådmandsgades Skole, 11904 stemmeberettigede)
  3. 5. Syd (Korsgadehallen, 5449 stemmeberettigede)
  4. 5. Øst (Plejecentret Sølund, 4703 stemmeberettigede)
  5. 5. Vest (Nørre Park Skole, 6350 stemmeberettigede)
  6. 5. Nordvest (Hillerødgades Skole, 9031 stemmeberettigede)
  7. 5. Midt (Festsalen i De Gamles By, 3109 stemmeberettigede)

## Folketingskandidater 2011
- A: Socialdemokraterne: Lars Svarre Gaardhøj
- B: Radikale Venstre: Manu Sareen, udnævnt 3. okt. 2011 til kirke- og ligestillingsminister samt minister for nordisk samarbejde
- C: Det Konservative Folkeparti: Heidi Winther
- F: SF – Socialistisk Folkeparti: Ida Auken, udnævnt 3. okt. 2011 til miljøminister
- I: Liberal Alliance: Laura Lindahl
- K: Kristendemokraterne: Jesper Truelsen
- O: Dansk Folkeparti: Jacob Vanddam
- V: Venstre – Danmarks Liberale Parti: Leslie Arentoft
- Ø: Enhedslisten – De Rød-grønne: Johanne Schmidt-Nielsen

Kandidater med fed skrift blev valgt 15. september 2011

## Folketingskandidater pr. 25/11-2018
Dette afsnit eller denne liste er kun påbegyndt. Hvis du ved mere om emnet, kan du hjælpe Wikipedia ved at tilføje mere.

| Liste | Parti                       | Kandidat | Bemærk                                                           |
| ----- | --------------------------- | --- | ---------------------------------------------------------------- |
| A     | Socialdemokratiet           | Lars Aslan Rasmussen |                                                                  |
| B     | Radikale Venstre            | |                                                                  |
| C     | Det Konservative Folkeparti | Anne Hansen |                                                                  |
| D     | Nye Borgerlige              | |                                                                  |
| F     | Socialistisk Folkeparti     | |                                                                  |
| I     | Liberal Alliance            | |                                                                  |
| O     | Dansk Folkeparti            | Julie Jacobsen |                                                                  |
| V     | Venstre                     | Bjarke Kværnø |                                                                  |
| Ø     | Enhedslisten                | Pernille Skipper |                                                                  |
| Å     | Alternativet                | Uffe Elbæk, Carolina Magdalene Maier, Kåre Traberg Smidt, Jan Kristoffersen, Asbjørn William Ammitzbøll Flügge, Henrik Marstal, Jonathan Ries, Nina Svane-Mikkelsen, Shahzad Riaz, Rolf Bjerre, Mette Rose Nielsen | Er opstillet i samtlige opstillingskredse i Københavns Storkreds |